# Sainte-Gemme-Martaillac
Sainte-Gemme-Martaillac település Franciaországban, Lot-et-Garonne megyében. Lakosainak száma 383 fő (2022. január 1.). Sainte-Gemme-Martaillac Sainte-Marthe, Calonges, Grézet-Cavagnan, Labastide-Castel-Amouroux, Leyritz-Moncassin és Le Mas-d’Agenais községekkel határos.

## Népesség
A település népessége az elmúlt években az alábbi módon változott:
| Lakosok száma | 359  | 280  | 308  | 295  | 379  | 420  | 411  | 387  | 387  | 383  |
|               | 1968 | 1982 | 1990 | 2006 | 2013 | 2015 | 2017 | 2019 | 2020 | 2022 |